# Piotr Königsfels

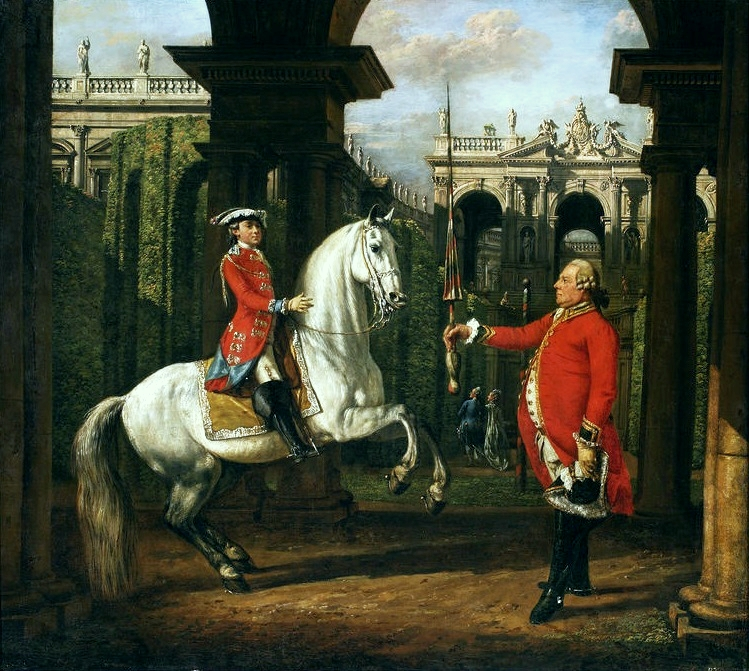
Pułkownik Koenigsfels uczy jazdy konnej ks. Józefa Poniatowskiego. Obraz Bernarda Bellotta z 1773

Piotr Königsfels (von Koenigsfeldt), (ur. około 1713, zm. 1799 w Warszawie) – pułkownik wojsk koronnych, guwerner paziów.
W 1755 jako major służył w wojsku polskim. Od Stanisława Poniatowskiego uzyskał majątek Świerkowice na Podolu. W latach 1764–1795 był komendantem Korpusu Paziów Królewskich. W 1768 jako pułkownikowi sejm przyznał mu indygenat. 
Był prezesem Konsystorza i seniorem stanu rycerskiego wyznania ewangelicko-augsburskiego Prowincji Małopolskiej i Księstwa Mazowieckiego. Pochowany na cmentarzu ewangelicko-augsburskim w Warszawie.